# Man sku' være noget ved musikken
Man sku' være noget ved musikken er en dansk film fra 1972, skrevet af Benny Andersen og Henning Carlsen, der også har instrueret.

## Medvirkende
- Karl Stegger
- Otto Brandenburg
- Birgitte Price
- Jesper Langberg
- Ingolf David
- Lone Lindorff
- Gyrd Løfqvist
- Lene Maimu
- Lene Vasegaard
- Ellen Margrethe Stein
- Birgit Conradi
- Volmer-Sørensen
- Hans W. Petersen
- Ebba Amfeldt
- Elin Reimer
- Hans-Henrik Krause
- Henrik Stangerup
- Pernille Kløvedal
- Ulla Lock
- Gotha Andersen
- Marie-Louise Coninck
- Birgit Brüel
- Lise Schrøder
- Edward Fleming
- Hans Christian Ægidius
- Bent Vejlby